# Sougouma (Rambo)
Pour la localité du département de Kourouma, voir Sougouma (Kourouma).
Sougouma est une localité située dans le département de Rambo de la province du Yatenga dans la région Nord au Burkina Faso.

## Santé et éducation
Le centre de soins le plus proche de Sougouma est le centre de santé et de promotion sociale (CSPS) de Rambo tandis que le centre médical avec antenne chirurgicale (CMA) se trouve à Séguénéga.